# 櫻井正史
櫻井 正史（さくらい まさふみ、1944年（昭和19年）10月 - ）は、東京都出身の検察官、弁護士。名古屋高等検察庁検事長、防衛監察監。

## 主要経歴
- 1968年（昭和43年）3月：早稲田大学法学部卒業。
- 1969年（昭和44年）：司法修習生
- 1983年（昭和58年）：司法研修所教官
- 1987年（昭和62年）：公安調査庁調査1部参事官
- 1993年（平成5年）9月：千葉地方検察庁公安部長
- 1996年（平成8年）4月：東京地方検察庁公安部長
- 1999年（平成11年）7月：最高検察庁検事
- 2001年（平成13年）5月：公安調査庁次長
- 2003年（平成15年）10月：最高検察庁刑事部長
- 2005年（平成17年）4月：東京地方検察庁検事正
- 2006年（平成18年）6月：名古屋高等検察庁検事長（2007年7月まで）
- 2007年（平成19年）9月1日：防衛監察監
- 2011年（平成23年）8月31日：防衛監察監を退職
- 2011年（平成23年）12月東京電力福島原子力発電所事故調査委員会委員
- 2012年（平成24年）9月11日東京電力原子力改革監視委員会委員
- 2013年（平成25年）3月：預金保険機構理事
- 2014年（平成26年）11月：瑞宝重光章受章[1]
- 2015年 (平成27年) 預金保険機構理事退任